# 天主教蒂鲁吉拉伯利教区
天主教蒂魯吉拉伯利教区 （拉丁語：Dioecesis Tiruchirapolitana）是羅馬天主教的一個教區，位於印度泰米爾納德邦中部。受馬杜賴总教区管轄。
1836年7月8日設烏木海岸代牧區。1886年9月1日升為教區。2010年有教友188,990名，佔轄區總人口百分之8.8。由215名司鐸名管理六十七個堂區。現任教區主教安多尼‧德沃塔。